# Дейна Брук
Ашли Мей Сибера (родена на 29 ноември 1988) е американска бодибилдърка, фитнес участничка, модел и професионална кечистка, която работи с WWE под сценичното име Дейна Брук.

## Професионална кеч кариера

### WWE

#### NXT (2013 – 2016)
Сибера подписа с WWE през юни 2013 се премести в тяхната разиваща се територия WWE NXT, където получи името Дейна Брук. Тя направи първата си телевизионна поява на Завземане: Фатална четворка на 11 септември 2014 в сегмент зад кадър с Тайлър Брийз. Седмица по-късно на 18 септември тя направи дебюта си на ринга на живо NXT хаус шоу, в отбор с Бейли в загуба от Алекса Блис и Саша Банкс.
След серия от въвеждащи винетки, Брук направи своя телевизионен дебют на ринга на 15 апррил 2015 в епизод на NXT, установена като лоша и победи Блу Пентс. На 29 април в епизод на NXT, Брук победи Бейли след разсейване от Ема. Брук и Ема тогава сформираха съюз, и на 7 май на NXT, Брук придружи Ема към нейния мач срещу Бейли. След мача тя и Ема атакуваха Бейли, преди Шарлът се появи да я спаси, на, тя също беше атакувана от Ема и Брук, това доведе до отборен мач на Завземане: Неудържими, който те загубиха. На 26 август в епизод на NXT (записан от шоуто Завземане: Бруклин), Брук участва в мач Фатална четворка срещу Ема, Шарлът, и Беки Линч, който Ема спечели.
През септември, Брук и Ема започнаха вражда с дебютиращата Аска, който доведе до мач между Брук и Аска на Завземане: Респект, който Брук загуби. Въпреки загубата, Брук и Ема продължаваха да провокират Аска, включително планирана атака от двете, направена на 25 ноември в епизод на NXT, довеждайки до мач между Ема и Аска на Завземане: Лондон на 16 декември, който Ема загуби, въпреки разсейването от Брук.

#### Главен състав (от 2016 г.)
На 9 май 2016 в епизод на Първична сила, Брук дебютира в главния състав на WWE, като атакува Беки Линч, присъединявайки се към отборната си партньорка от NXT, Ема, по време на сегмент зад кадър. Три дни по-късно на 12 май в епизод на Разбиване, Брук направи своя дебют на ринга, побеждавайки Линч с помощта на Ема, и отново на 16 май в епизод на Първична сила. В нейния pay-per-view дебют, Бтук се появи на Екстремни правила, разсейвайки Наталия, облечена като Рик Светкавицата, на който н му беше позволено да излиза на ринга, помагайки на Шарлът, запазвайки Титлата при жените на WWE. На следващата вечер на Първична сила, Шарлът обърна гръб на баща си, твърдейки, че вече не е нужен, съюзявайки се с Брук. На 30 май Брук победи Наталия, след намеса от Шарлът, която започна да атакува Наталия, заедно с Брук, докато Беки Линч не дойде да я спаси.

## В кеча
- Финални ходове
  - Samoan driver
- Ключови ходове
  - Bodyscissors
  - Enzuigiri
  - Fireman's carry slam
  - Handstand corner foot choke
  - Handstand elbow drop
  - Modified bow and arrow stretch
- Мениджъри
  - Ема
  - Шарлът Светкавицата
- Прякори
  - „Напълно дива“
- Входни песни
  - „Respectful“ на WWE Music Group CFO$ (WWE NXT NXT; от 15 април 2015 г.)
  - „Chemical Mind“ на Jason Davis (NXT; 27 май 2015 – 22 юли 2015; използвана докато придружава Ема)
  - „Real Deal“ на CFO$ (NXT; от 22 юли 2015 г.; използвана докато придружава Ема)

## Титли и постижения
Pro Wrestling Illustrated
- PWI Female 50 я класира на No. 26 от топ 50 жените кечистки през 2016